# Eugenio Interguglielmi
Eugenio Interguglielmi (Palermo, 26 febbraio 1850 – Palermo, 1911) è stato un fotografo italiano.
I maggiori fotografi che si contendevano la piazza di Palermo negli ultimi decenni di fine Ottocento, tra i più noti, ve ne erano tre: Giuseppe Incorpora, Eugenio Interguglielmi ed Enrico Seffer.

## Biografia

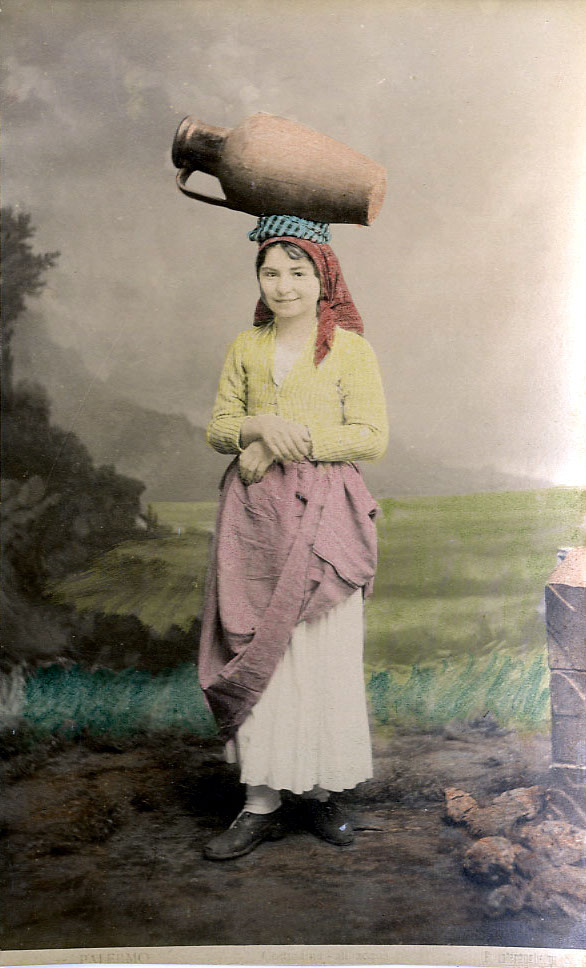
Portatrice d'acqua (prima del 1893)

Eugenio Intergugliemi fu un discendente del pittore e decoratore Elia Interguglielmi, nonché la sua famiglia era già nota nel 1700 per aver dato i natali a scultori, pittori ed architetti.
Iniziò a fotografare nel 1863 a Palermo, imparando da Giuseppe Incorpora e dallo zio Stefano Bugliarelli che fu senz'altro il primo ad aprire uno studio stabile in città fin dal 1842, anche se disponiamo ben poche informazioni.
Fu lo zio stesso che, dopo qualche tempo, una volta che ebbe maturato l'apprendistato, finanziò l'apertura di uno studio ad Eugenio nel centro di Palermo, in Via Vittorio Emanuele vicino a quello dello zio. I risultati e i guadagni cominciarono ad affluire tanto che Intergluglielmi fu chiamato il "ritrattista della Belle Epoque" palermitana per i nomi prestigiosi della nobiltà e dell'alta borghesia che si facevano ritrarre nella sua bottega. Perfino Sua Altezza Imperiale, il gran duca di Russia Costantino Costantinovich, e il duca imperiale Vladimir Aleksandrovič Romanov, furono suoi clienti.
Il figlio Eugenio jr. (1876-1948) fu ben presto associato allo studio del padre che nel 1900 si trasferì vicino a quello degli Incorpora. In questa nuova sede, gli Intergugliemi aprirono ben tre loggiati e nelle varie esposizioni alle quali presero parte ricevettero premi e medaglie, nonché il titolo di Fotografi della Real Casa.
Il padre Eugenio non si dedicò soltanto al ritratto ma si interessò anche alle feste popolari, alle vedute della campagna siciliana, ai monumenti e ai costumi. In effetti, il suo interesse per la parte documentaria risultò assai importante e si mostrò nella sua complessità in particolare verso i monumenti e le opere d'arte tant'è vero che fu l'unico siciliano a prendere parte all'Esposizione Nazionale di Palermo del 1891-1892, insieme ad Incorpora e a Seffer. Occasione che gli consentirà di entrare in contatto con gli Alinari ed altri grandi fotografi dell'epoca. Espose vedute di monumenti siciliani, realizzati appositamente per l'Esposizione, che l'editore Fratelli Treves pubblicò nel loro periodico edito appositamente per la mostra.
Lo studioso Michele Di Dio ha rilevato come, partendo proprio da quell'esposizione, sia testimoniato l'interesse per la nascente architettura industriale tanto che Interguglielmi associò al proprio studio il fotografo palermitano Benedetto Bronzetti (1870-1944), specializzato soprattutto in questo genere di riprese. La figlia Celestina (1880-1957) sposò il Bronzetti e dal matrimonio nacque Eugenio Bronzetti (1906-1997), altro fotografo degno di nota della fotografia siciliana.
Dopo la morte di Eugenio nel 1911 (alcuni testi riportano la data del 1909), l'attività passò al figlio Eugenio jr. che, oltre alla ritrattistica, si dedicò anche alle vedute della città e dei dintorni, incrementandone l'attività, ma vide anche distrutti i loggiati a causa dei bombardamenti alleati del 1943 e gran parte dell'archivio storico degli Interguglielmi.

Ritratto di Concetta Abbate Santoro (circa 1915), foto di Eugenio jr.

Dopo Eugenio jr, lo studio fu preso in mano dal figlio Roberto (1912-1999) che ha cessato l'attività nel 1981. Dopo la morte di Roberto l'attività è stata ripresa da uno degli eredi, Cristiano Mattina, figlio della figlia Maria Concetta che si è assunto l'onere della conservazione dei materiali rimasti.

## Onorificenze
- 1881, Medaglia di Bronzo all'Esposizione Nazionale Industriale e Artistica a Milano
- 1887, Medaglia d'Argento all'Esposizione Nazionale di Firenze, organizzata da Carlo Brogi
- 1900, Medaglia d'Argento all'Esposizione Universale di Parigi